# Tour della nazionale maschile di rugby a 15 delle Figi 1986
Vari sono stati i Tour della nazionale figiana di rugby a 15 nel periodo 1984-87.
- Nel marzo-aprile 1984 si reca in Australia.
- Ancora in Australia nel luglio 1985
- Nelle Isole Britanniche nell'autunno 1985
- In Australia e Nuova Zelanda nel 1986
- A Tonga nel 1986
- In Australia e Nuova Zelanda nel 1987

Nel 1986 la nazionale di rugby a 15 delle Figi effettua due tournée: la prima in Nuova Zelanda e Australia, la seconda a Tonga.

## In Nuova Zelanda e Australia a maggio 1986
Sistema di punteggio: meta = 4 punti, Trasformazione=2 punti .Punizione =  3 punti. drop = 3 punti. 
Brevissimo tour con due soli incontri
| Wellington 27 aprile 1986 | Wellington | 43 – 10 | Figi XV |  |

| Sydney 3 maggio 1986 | New South Wales | 50 – 10 | Figi XV |  |

## A Tonga a Luglio 1986
Tre incontri non ufficiali (vinti) e due ufficiali (uno e vinto perso) in questo tour nell'altro arcipelago del sud-pacifico.
 Sistema di punteggio: meta = 4 punti, Trasformazione=2 punti .Punizione =  3 punti. drop = 3 punti. 
| Nuku A'lofa 28 giugno 1986 | Tonga | 13 – 6 | Figi |  |

| 8 luglio 1986 | E'ua | 0 – 41 | Figi XV |  |

| 12 luglio 1986 | Country | 9 – 16 | Figi XV |  |

| 18 luglio 1986 | Town | 10 – 12 | Figi XV |  |

| Nuku A'lofa 20 luglio 1986 | Tonga | 3 – 16 | Figi |  |